# Sérgio Henrique Ferreira
Sérgio Henrique Ferreira (ur. 4 października 1934 we Franca, São Paulo, zm. 17 lipca 2016 w Ribeirão Preto, São Paulo) – brazylijski naukowiec, lekarz, farmakolog. Pionier badań nad mechanizmem działania bradykininy. Odkrył bradykinin potentiating factor (BPF), czynnik nasilający działanie bradykininy. Jego badania stały się podstawą do wynalezienia leków hipotensyjnych z grupy inhibitorów konwertazy angiotensyny.

## Życiorys
Ukończył w 1960 Wydział Medyczny w Ribeirão Preto Uniwersytetu w São Paulo, zostając następnie na uczelni. Kontynuował pracę Maurício Rochy e Silvy, odkrywcy bradykininy. Zsyntetyzował w 1965 grupę peptydów obecnych w jadzie żmii z gatunku Bothrops jararaca, która nasilała działanie bradykininy. Czynnik ów nazwał bradykinin potentiating factor (BPF).
Podczas swojego stażu w Londynie na przełomie lat 60. i 70. współpracował z Johnem Vane'em w jego badaniach nad prostaglandynami. 

## Wybrane prace
- FERREIRA SH. A BRADYKININ-POTENTIATING FACTOR (BPF) PRESENT IN THE VENOM OF BOTHROPS JARARCA.. „Br J Pharmacol Chemother”. Feb24, s. 163-9, 1965. PMID: 14302350.
- Ferreira SH. Prostaglandins, aspirin-like drugs and analgesia.. „Nat New Biol”. Dec 13;240. 102, s. 200-3, 1973. PMID: 4629913.
- Ferreira SH., Nakamura M. II – Prostaglandin hyperalgesia: the peripheral analgesic activity of morphine, enkephalins and opioid antagonists.. „Prostaglandins”. Aug18. 2, s. 191-200, 1980. PMID: 230543.
- Ferreira SH., Duarte ID., Lorenzetti BB. The molecular mechanism of action of peripheral morphine analgesia: stimulation of the cGMP system via nitric oxide release.. „Eur J Pharmacol”. Aug 16;201. 1, s. 121-2, 1992. PMID: 1665419.
- Ferreira SH., Lorenzetti BB., Poole S. Bradykinin initiates cytokine-mediated inflammatory hyperalgesia.. „Br J Pharmacol”. Nov110. 3, s. 1227-31, 1994. PMID: 8298813.
- Ferreira SH., Lorenzetti BB. Glutamate spinal retrograde sensitization of primary sensory neurons associated with nociception.. „Neuropharmacology”. 11 (33), s. 1479-85, listopad 1995. PMID: 7532832.